# Leis Pontevedra FS
Maillots
Le Leis Pontevedra Fútbol Sala est un club de futsal basé à Pontevedra, dans la province de Pontevedra en (Espagne). 
Le club est fondé en 1980, et joue ses matchs à domicile au Pavillon Municipal des Sports, d'une capacité de 4 500 places. 
Le club est parrainé par Pescamar et Diario de Pontevedra. 

## De saison en saison
| Saison  | Niveau | Division      | Place | Notes |
| ------- | ------ | ------------- | ----- | ----- |
| 1992/93 | 2      | 1ª Nacional A | 8ème  |       |
| 1993/94 | 3      | 1ª Nacional A | –     |       |
| 1994/95 | 3      | 1ª Nacional A | –     |       |
| 1995/96 | 3      | 1ª Nacional A | –     |       |
| 1996/97 | 3      | 1ª Nacional A | –     |       |
| 1997/98 | 3      | 1ª Nacional A | –     |       |
| 1998/99 | 3      | 1ª Nacional A | –     |       |
| 1999/00 | 3      | 1ª Nacional A | –     |       |
| 2000/01 | 3      | 1ª Nacional A | –     |       |
| 2001/02 | 3      | 1ª Nacional A | –     |       |
| 2002/03 | 2      | D. Plata      | 10ème |       |
| 2003/04 | 2      | D. Plata      | 5ème  |       |

| Saison  | Niveau | Division      | Place | Notes |
| ------- | ------ | ------------- | ----- | ----- |
| 2004/05 | 2      | D. Plata      | 4ème  |       |
| 2005/06 | 2      | D. Plata      | 7ème  |       |
| 2006/07 | 2      | D. Plata      | 2ème  |       |
| 2007/08 | 1      | D. Honor      | 16ème |       |
| 2008/09 | 3      | 1ª Nacional A | 11ème |       |
| 2009/10 | 3      | 1ª Nacional A | 13ème |       |
| 2010/11 | 3      | 1ª Nacional A | 14ème |       |
| 2011/12 | 4      | 3ª División   | 6ème  |       |
| 2012/13 | 4      | 3ª División   | 10ème |       |
| 2013/14 | 4      | 3ª División   | 1er   | Promu |
| 2014/15 | 3      | 2ª División B | 11ème |       |
| 2015/16 | 3      | 2ª División B | —     |       |

- 1 saison dans la Primera División
- 5 saisons dans la Segunda División
- 14 saisons dans la Segunda División B
- 2 saisons dans la Tercera División